# Светско првенство у атлетици у дворани 1991 — троскок за жене
Такмичење у троскоку у женској конкуренцији на 3. Светском првенству у атлетици у дворани 1991. одржано је 9. марта 1991. у Палати спортова у Севиљи (Шпанија).
На овом првенству троскок за жене је био демонстрациона дисциплина.

## Земље учеснице
Учествовало је 11 такмичарки из 10 земаља..
1. Бугарска (1)
2. Јамајка (1)
3. Југославија (1)
4. Кина (2)
5. Немачка (1)
6. Португалија (1)
7. Румунија (1)
8. САД (1)
9. Совјетски Савез (1)
10. Шпанија (1)

## Рекорди
Стање 7. март 1991.
| Рекорди пре почетка Светског првенства у дворани 1991.  | Рекорди пре почетка Светског првенства у дворани 1991. | Рекорди пре почетка Светског првенства у дворани 1991. | Рекорди пре почетка Светског првенства у дворани 1991. | Рекорди пре почетка Светског првенства у дворани 1991. | Рекорди пре почетка Светског првенства у дворани 1991. |
| ------------------------------------------------------- | ------------------------------------------------------ | ------------------------------------------------------ | ------------------------------------------------------ | ------------------------------------------------------ | ------------------------------------------------------ |
| Светски рекорд                                          | 14,45                                                  | Галина Чистјакова                                      | Совјетски Савез                                        | Липецк, Совјетски Савез                                | 29. јануар 1989.                                       |
| Рекорди светских првенстава                             | На овом првенству троскок је демонстрациона дисциплина | На овом првенству троскок је демонстрациона дисциплина | На овом првенству троскок је демонстрациона дисциплина | На овом првенству троскок је демонстрациона дисциплина | На овом првенству троскок је демонстрациона дисциплина |
| Најбољи резултат сезоне                                 | 14,40                                                  | Инеса Кравец                                           | Совјетски Савез                                        | Волгоград, Совјетски Савез                             | 10. фебруар 1991.                                      |
| Европски рекорд                                         | 14,45                                                  | Галина Чистјакова                                      | Совјетски Савез                                        | Липецк, Совјетски Савез                                | 29. јануар 1989.                                       |
| Афрички рекорд                                          |                                                        |                                                        |                                                        |                                                        |                                                        |
| Азијски рекорд                                          | 14,00                                                  | Хуејжунг Ли                                            | Кина                                                   | Пекинг, Кина                                           | 25. март 1990.                                         |
| Северноамерички рекорд                                  | 13,79                                                  | Yvette Bates                                           | Сједињене Државе                                       | Оклахома Сити, САД                                     | 14. март 1987.                                         |
| Јужноамерички рекорд                                    |                                                        |                                                        |                                                        |                                                        |                                                        |
| Океанијски рекорд                                       |                                                        |                                                        |                                                        |                                                        |                                                        |
| Рекорди остварени на Светском првенству у дворани 1991. |                                                        |                                                        |                                                        |                                                        |                                                        |
| Најбољи резултат сезоне                                 | 14,44                                                  | Инеса Кравец                                           | Совјетски Савез                                        | Севиља, Шпанија                                        | 9. март 1991.                                          |

### Најбољи резултати у 1991. години
Најбоље атлетичарке сезоне у троскоку пре првенства (8. марта 1991), имале су следећи пласман.
| 1. | Инеса Кравец   | Совјетски Савез | 14,40 | 10. фебруар |
| 2. | Октавија Јакоб | Румунија        | 13,92 | 27. јануар  |
| 3. | Олена Семираз  | Русија          | 13,91 | 10. фебруар |
|    |                |                 |       |             |
|    | Тамара Малешев | Југославија     |       |             |

Такмичарке чија су имена подебљана учествовале су на СП 1991.

## Сатница
| Датум         | Време | Ниво   |
| ------------- | ----- | ------ |
| 9. март 1991. | 17:00 | Финале |

## Освајачи медаља
| Освајачи медаља |             |                 |  |  |  |  |
|                 |             |                 |  |  |  |  |
|                 |             |                 |  |  |  |  |
|                 |             |                 |  |  |  |  |
| Инеса Кравец    | Хуејжунг Ли | Софија Божанова |  |  |  |  |
| Совјетски Савез | Кина        | Бугарска        |  |  |  |  |

## Резултати

### Финале
Такмичење је одржано 9. марта 1991. године у 17:00.,,
| Пласман | Атлетичарка         | Земља           | ЛР     | ЛРС    | #1    | #2    | #3    | #4    | #5    | #6    | Резултат | Белешка |
| ------- | ------------------- | --------------- | ------ | ------ | ----- | ----- | ----- | ----- | ----- | ----- | -------- | ------- |
|         | Инеса Кравец        | Совјетски Савез | 14,40  | 14,40  | 14,30 | 14,39 | 14,44 | x     | 14,23 | 14,27 | 14,44    | СРС     |
|         | Хуејжунг Ли         | Кина            |        |        | 13,83 | x     | x     | x     | 13,98 | 13,95 | 13,98    |         |
|         | Софија Божанова     | Бугарска        |        |        | 13,45 | x     | 13,62 | x     | 13,35 | x     | 13,62    |         |
| 4.      | Тамара Малешев      | Југославија     | 13,51о |        | 13,27 | 13,35 | 13,19 | 13,27 | 13,19 | 13,30 | 13,35    |         |
| 5.      | Ана Изабел Оливеира | Португалија     | 13,44  | 12,95о | x     | 13,10 | x     | 12,87 | x     | 13,22 | 13,22    |         |
| 6.      | Октавија Јакоб      | Румунија        |        |        | 12,95 | 12,72 | 13,08 | x     | 12,92 | x     | 13,08    |         |
| 7.      | Џинг Ли             | Кина            |        |        | 13,05 | 12,89 | 12,95 | 12,56 | x     | 13,06 | 13,06    |         |
| 8.      | Дајана Сомервил     | Јамајка         |        |        | 12,52 | 12,85 | 12,66 | 12,89 | 12,84 | 12,84 | 12,89    |         |
| 9.      | Робине Џонсон       | САД             |        |        | x     | 12,71 | 12,83 |       |       |       | 12,83    |         |
| 10.     | Консепсион Паредес  | Шпанија         |        |        | x     | x     | 12,73 |       |       |       | 12,73    |         |
| 11.     | Бабете Фукс         | Немачка         |        |        | 12,42 | 12,54 | 12,38 |       |       |       | 12,54    |         |